# Standbeeld van Karel van Lotharingen

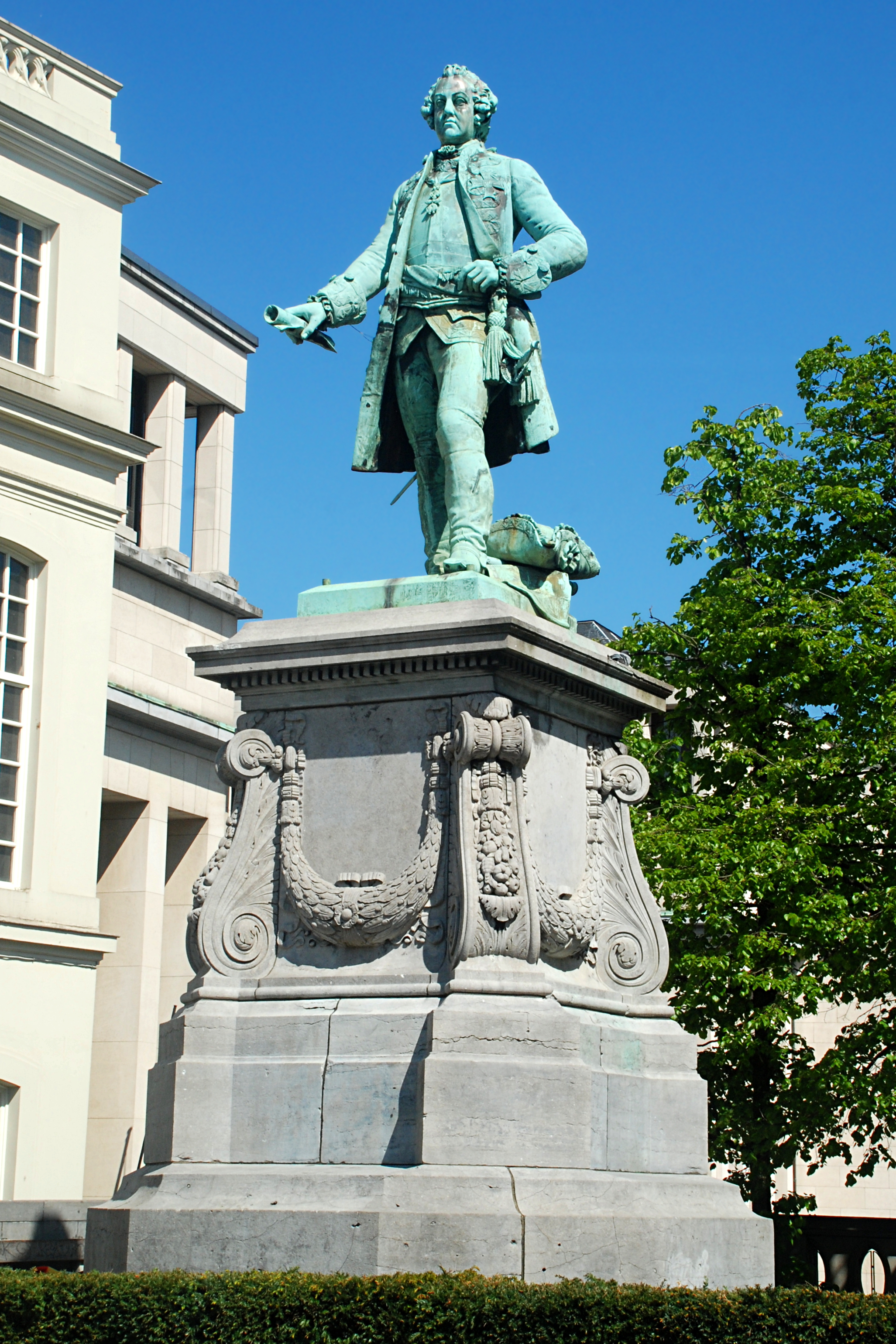
Het standbeeld van Karel van Lotharingen

Het standbeeld van Karel van Lotharingen is een bronzen standbeeld van hertog Karel van Lotharingen (1712-1780), landvoogd van de Zuidelijke Nederlanden. Het staat op het Museumplein nabij de Kunstberg in de Belgische hoofdstad Brussel.

## Geschiedenis

### Eerste standbeeld
Het eerste standbeeld van hertog Karel van Lotharingen stond in het midden van het Koningsplein, waar thans het ruiterstandbeeld van Godfried van Bouillon staat. Wanneer het stadsbestuur van Brussel en de Staten van Brabant in 1769 besloten een bronzen standbeeld van de landvoogd op te richten ter gelegenheid van het 25-jarige jubileum van zijn bestuur wilden zij de uitvoering aan Laurent Delvaux toevertrouwen, maar hij stemde er alleen mee in om het bronzen beeld te leveren.
Vervolgens werd de Gentenaar Pieter Antoon Verschaffelt, een beeldhouwer aan het hof van keurvorst Karl Theodor von Dalberg in Mannheim, ingeschakeld. Hij voltooide het beeld in 1774-1775. Het beeld werd door de Staten van Brabant aan de landvoogd aangeboden ter gelegenheid van zijn jubileum en op 17 januari 1775 ingehuldigd. Het standbeeld toonde de landvoogd als een Romeinse keizer, d.i. als een legerleider, en week af van het traditionele model van het ruiterstandbeeld dat traditioneel werd gebruikt op Franse koninklijke pleinen in de 18e eeuw. De hertog werd meestal niet als een overwinnaar afgebeeld, maar eerder zijn bekwaamheid om goed bestuur te waarborgen benadrukt, wat kan worden verklaard door de militaire nederlagen die Oostenrijk en Karel van Lotharingen in die tijd leden.
Het standbeeld werd op 13 januari 1793 omvergeworpen door Franse revolutionairen en hersteld op 24 maart 1793 wanneer de Oostenrijkers Brussel heroverden. In 1794 werden de Oostenrijkse Nederlanden opnieuw ingenomen door de Fransen. Het Koningsplein werd hernoemd tot Vrijheidsplein en het standbeeld van Karel van Lotharingen werd andermaal omvergeworpen, gesmolten en vervangen door een vrijheidsboom tot 1814.

### Tweede standbeeld

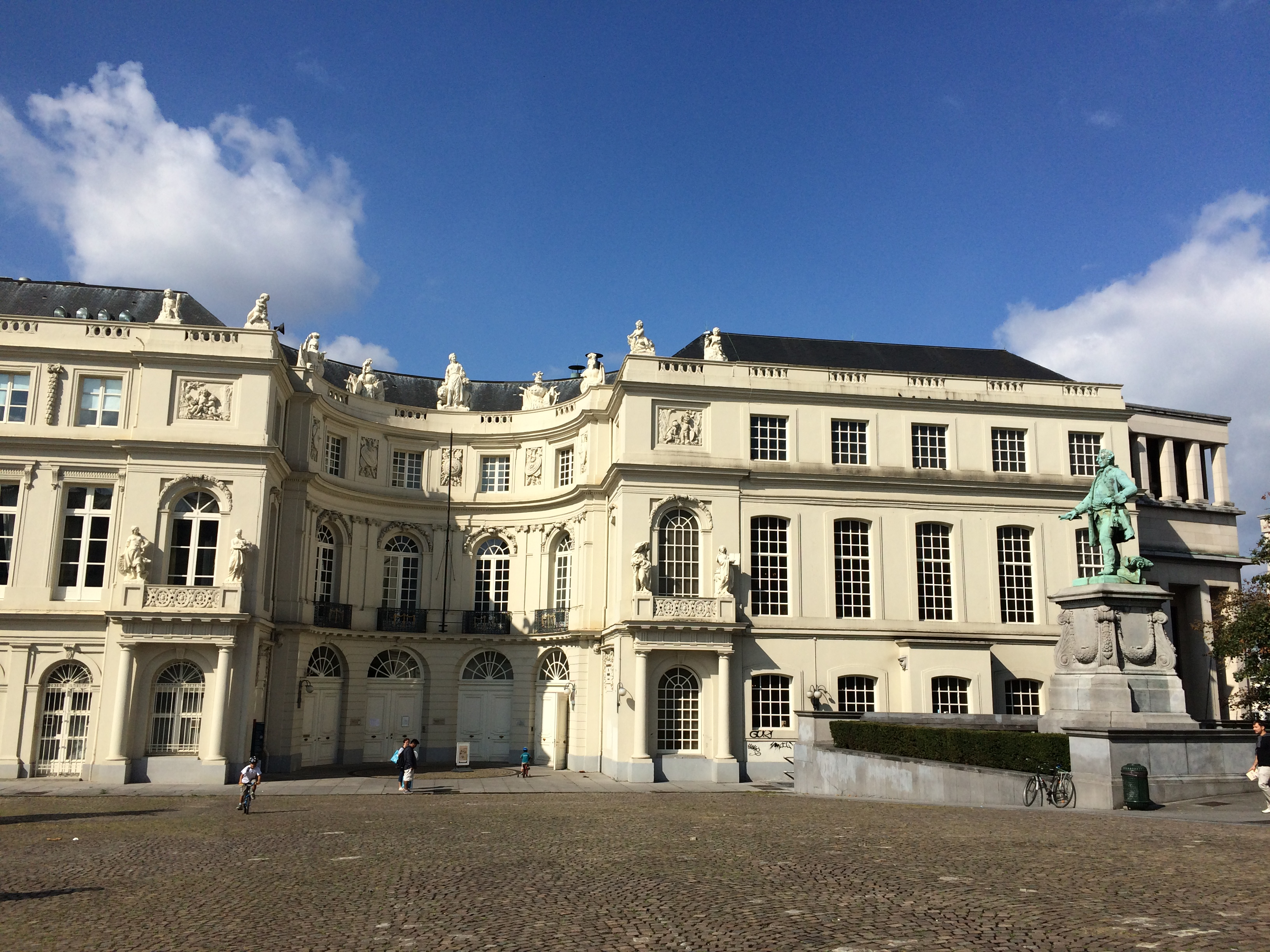
Het standbeeld staat langs het Paleis van Karel van Lotharingen, waar de landvoogd woonde.

De oprichting van een nieuw standbeeld werd bepaald bij koninklijk besluit op 30 mei 1835. Het werd door Louis Jehotte vervaardigd en op 25 november 1848 ingehuldigd. Hij gebruikte voor het modelleren van het hoofd van de hertog het masker dat na zijn overlijden op 4 juli 1780 in het kasteel van Tervuren op zijn gezicht was gegoten.
Het standbeeld werd op het midden van het Museumplein geplaatst, maar in de jaren 1970 naar een hoek van het plein verplaatst wanneer de lichtput van het Modern Museum van de Koninklijke Musea voor Schone Kunsten van België werd aangebracht.

## Beschrijving
Het monument bestaat uit een sokkel van blauwe steen met daarop een bronzen standbeeld van Karel van Lotharingen.
Het standbeeld toont Karel van Lotharingen in de uitrusting van een maarschalk, met de ketting van de Orde van het Gulden Vlies en het kruis van de Duitse Orde, evenals een hanger met het hoofd van Medusa (of een Gorgonenmasker). Op de zool van het standbeeld staat de handtekening van beeldhouwer Louis Jehotte.
Het standbeeld rust op een indrukwekkende sokkel van blauwe steen gedragen door een afgeschuinde achthoekige basis. De eclectische sokkel is versierd aan elke zijde met een lauwerkrans en aan de hoeken met voluten verfraaid met acanthusbladeren en vruchtenguirlandes.

## Galerij

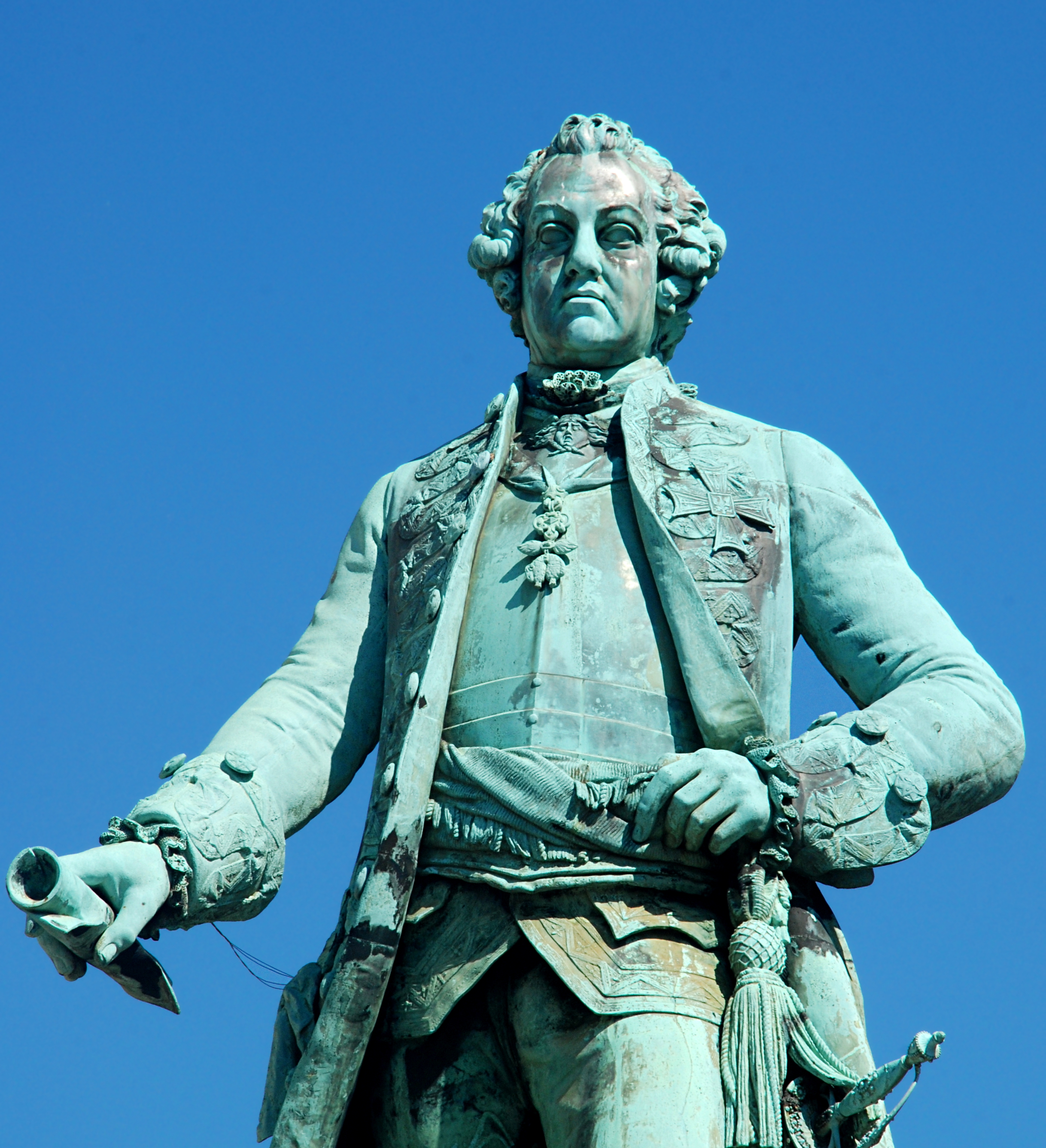
Het beeld van Karel van Lotharingen
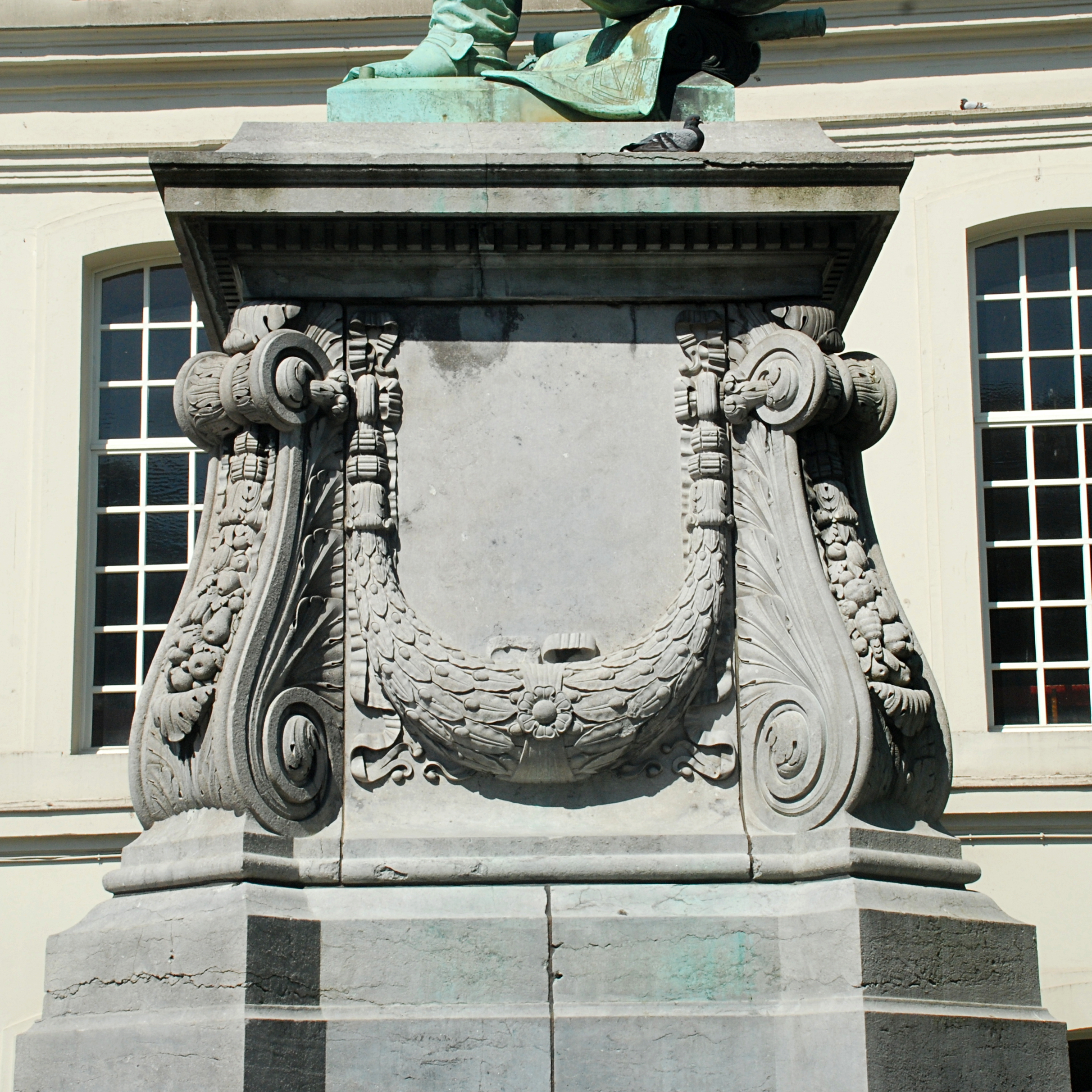
De sokkel